# 博物館站 (悉尼)

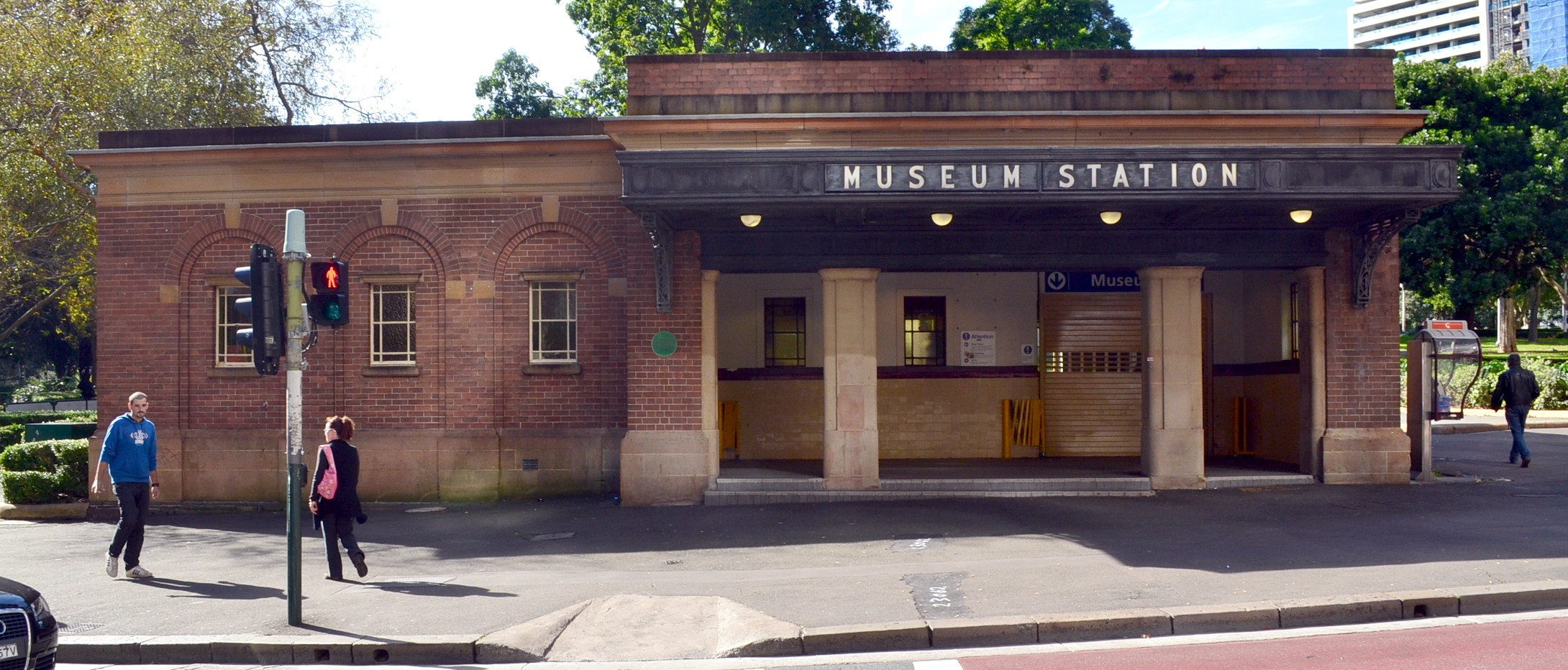
博物館車站入口（位於利物浦街與伊利沙伯街街角）

博物館車站（英語：Museum station）是一座位於澳洲悉尼的都會區的城市鐵路車站，以鄰近的澳洲博物館命名。該站位於凱德公園南側地底，而與該站相鄰的聖詹姆士車站則位於該公園北側地底。

## 車站結構
此站位於悉尼凱德公園的地底，共設上下兩層。上層為車站大堂，而下層則設有兩個側式月台。

### 車站大堂
大堂坐落在凱德公園地底，連接多條行人隧道前往附近街道。南面出口位於伊利沙伯街和利物浦街交界；亦另有伸延至利物浦街和卡士禮街（Castlereagh Street）交界，此出口是唐寧中心地方法庭最接近的出口。北西出口位於巴打士街和利物浦街交界。在隧道內展出車站建造過程的歷史照片。
車站會在大約第一班列車來前開放（即早上4時30分），及在最後一班列車開出後關門（即大約晚上12：30）。在車站關閉期間，乘客需到附近的市政廳站乘坐夜行巴士。
此站於2016年增設升降機，方便傷健人士進出。

### 車站月台
此站一共有2個月台，在天花板上裝有拱門。月台牆壁上的車站名稱標示牌和倫敦地鐵的十分相似，不同的是這是褐紫紅色的外框和黃色的背景；而它的路軌走向和舊式巴黎地鐵車站的相似。在機場線建成之前，該站是唯一位於地底的側式月台車站。

## 歷史
最初博物館站是隨著鐵路伸延至聖詹姆士車站而出現，車站在1926年開始有列車服務。

## 月台服務
此站只提供市環線的服務，並為機場及東山線和班克斯鎮線的終站。
1號月台
- 內西線 － 總站
- 南線 － 總站

2號月台
- 機場及東山線 － 往麥加弗
- 班克斯鎮線 － 往利物浦或禮勤

## 傷殘人士設施
此站不設有升降機，售票處設有聆聽輔助器。在車站開放時間內都會有職員當值。

## 接駁交通
乘客可在此站轉乘的士，附近亦設有多個巴士停車處。

## 鄰近車站
| 往都會區           | 往都會區 | 路線                    | 往外城 | 往外城   |
| 悉尼中央           | ←        | 班克斯線 （市環線）     | →      | 聖詹姆斯 |
| 總站 或是 悉尼中央 | ←        | 內西線 （市環線）       | →      | 聖詹姆斯 |
| 悉尼中央           | ←        | 機場及東山線 （市環線） | →      | 聖詹姆斯 |
| 總站 或是 悉尼中央 | ←        | 南線 （市環線）         | →      | 聖詹姆斯 |

## 外部連結
1. ↑  Template:Cite NSW HD
2. ↑  Bureau of Transport Statistics.  (PDF). Transport NSW.   [12 July 2018]. （原始内容存档 (PDF)于2018-06-10）.
3. ↑  . 2016-10-10. （原始内容存档于2016-10-16） （英语）.
4. ↑  . City Rail.   [2009-04-24]. （原始内容存档于2008-07-21）.
5. ↑   (PDF). NSW Government.   [2009-04-24].[永久]